# Abwrackwerften bei Gadani
Koordinaten: 25° 3′ 49″ N, 66° 42′ 41″ O
Die Abwrackwerften bei Gadani sind Betriebe zur Schiffsverschrottung am Strand bei der Ortschaft Gadani in Pakistan etwa 50 km nordwestlich von Karatschi am Arabischen Meer, in denen Seeschiffe aus aller Welt abgewrackt werden. Auf etwa 10 km Länge bestehen dort insgesamt 132 Abbruchstellen, auf denen auch Supertanker zerlegt werden können. Im Betriebsjahr 2009/10 wurde die Rekordzahl von 107 Schiffen abgewrackt.

## Geschichte
Das Geschäft entwickelte sich ab 1947, nachdem Pakistan unabhängig geworden war, aus zuvor kleinen Anfängen zu industrieller Größe, litt allerdings noch lange Zeit unter dem Mangel an Infrastruktur wie Straßen, Elektrizitäts- und Wasserversorgung, Wohnraum für die Arbeiter usw. In der Spitzenzeit während der 1980er Jahre konnte man mit mehr als 30.000 Arbeitern 1 Million Tonnen Stahlschrott jährlich gewinnen. Durch die wachsende Konkurrenz der inzwischen größeren Abwrackwerften bei Alang (Indien) und bei Chittagong (Bangladesch) ist das Aufkommen jedoch inzwischen erheblich gefallen. Heute arbeiten nur noch etwa 6000 Arbeiter in Gadani.
Seit 2021 verschrotten die Abwrackwerften bei Gadani infolge der COVID-19-Pandemie vermehrt ausgediente Kreuzfahrtschiffe. Wurden in den Jahren zuvor nahezu keine Kreuzfahrtschiffe in Gadani verschrottet, so verschrotteten die Abwrackwerften von Gadani zwischen Dezember 2021 und Juli 2022 fünf Kreuzfahrtschiffe mit einer Vermessung von insgesamt 184.400 BRZ.

## Betrieb

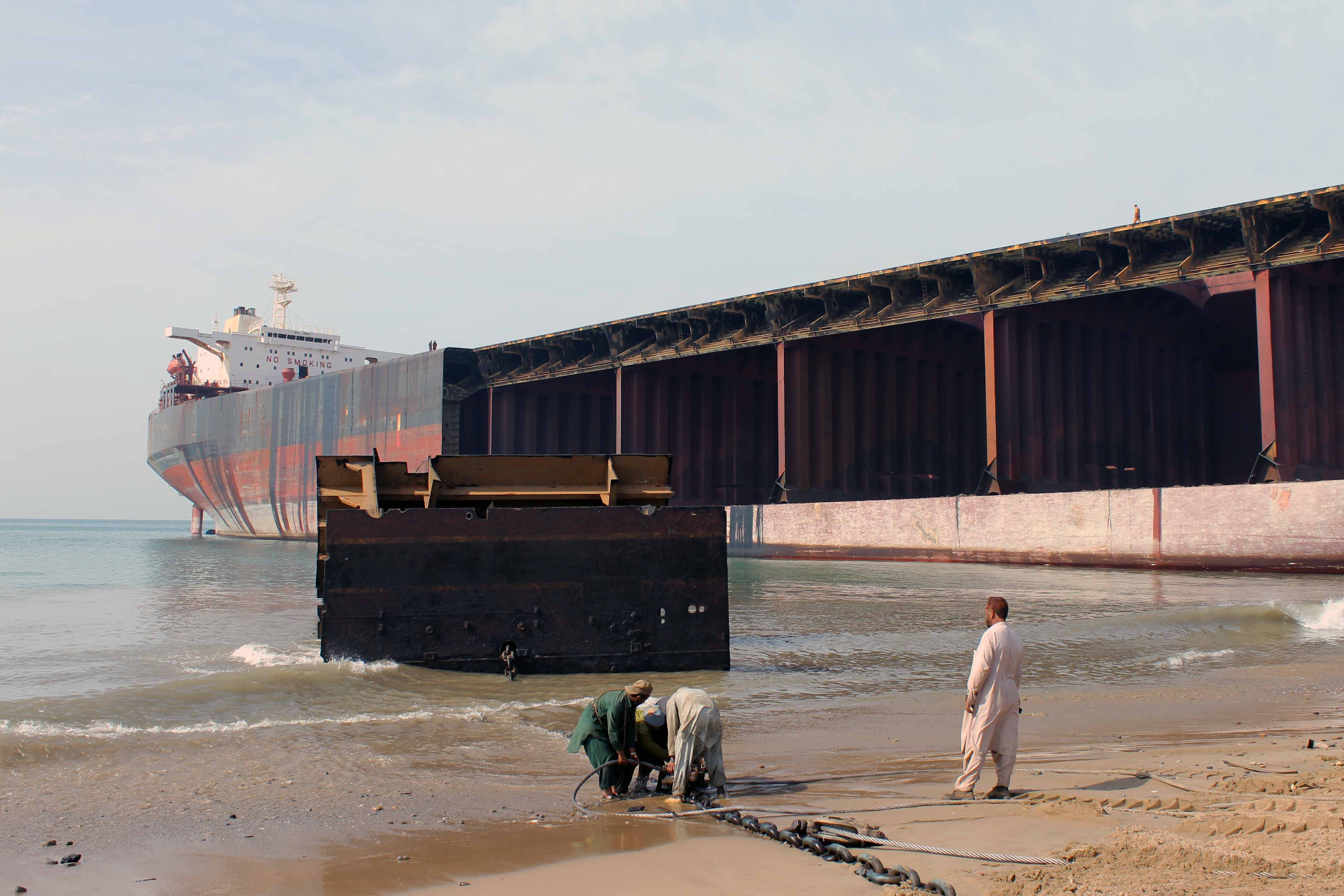
Doppelhüllen-Öltanker, Seite teilweise abgebrochen, auf dem Abwrackstrand von Gadani (2011)

Die Schiffe werden bei Flut mit eigener Kraft in voller Fahrt auf den Strand zugesteuert und so mit Schwung auf Grund gesetzt. Dann werden die Schiffe am Strand ausgeschlachtet und vom Bug her zerlegt. Dabei wird der allmählich kürzer und leichter werdende Schiffsrumpf von Zeit zu Zeit mittels Stahlseilwinden weiter auf den Strand gezogen, bis er vollkommen abgewrackt ist. Die teilweise sehr gefährliche Arbeit wird von tausenden billig-entlohnter Arbeiter weitestgehend in Handarbeit durchgeführt. Hierbei geschehen immer wieder schwere Unglücke. Am Strand türmen sich Berge von Material, sortiert nach möglicher Wiederverwendung; Stahlschrott, Elektrokabel, Teakplanken, Toiletten, Lampen, Schiffsmöbel, Bullaugen, nautische Instrumente, Anker, Elektromotoren usw.
Stahlschrott wird nicht nur materiell via Einschmelzen, sondern mitunter auch als Halbzeug, etwa in Form einer herausgetrennten Blechplatte wiederverwendet. Eine häufig angewandte Trennmethode ist das Brennschneiden, nach Erhitzen einer Stelle des Stahls mit Brenngasflamme bis zur Gelbglut, danach Verbrennen von Eisen nur mit Sauerstoff, jeweils aus Druckgasflaschen. Bei der Erzeugung der Fuge entstehen Rauch aus Eisenoxid und verbrannter Farbe und flüssig-glühende Eisenspritzer.
Die Arbeit der Abwracker von Gadani wurde in verschiedenen Filmen dokumentiert, die international bekannt wurden: 2004 in Shipbreakers, 2005 in Workingman’s Death und 2019 in der Dokufiktion All That Perishes at the Edge of Land der pakistanischen Künstlerin und Filmemacherin Hira Nabi.

## Zwischenfälle
- Anfang November 2016 ereignete sich bei der Zerlegung des ehemals von PetroChina betriebenen Tankers Aces eine Explosion und ein Brand im Inneren des Rumpfes, wobei mindestens 21 Arbeiter getötet und rund 60 verletzt wurden.[5]
- Ein ähnlicher Unfall geschah im Januar 2017, wobei eine Explosion auf dem ehemaligen Flüssiggastanker Chaumadra fünf Menschen tötete und mindestens einen Arbeiter verletzte.[6]
- Im November 2017 kam es erneut zu einem Zwischenfall auf der Aces.[7]

Daraufhin wurde die Verschrottung von Tankern in Gadani vorübergehend verboten.
- Im Januar 2024 kamen 2 Arbeiter bei der Demontage eines Massengutfrachters ums Leben, als eine Eisenplatte auf sie fiel. Die Verstorbenen arbeiteten zuvor am Rumpf des Schiffes, als die Eisenplatte hinunter fiel.[10]

## Liste verschrotteter Schiffe (Auswahl)
- Potsdam (1976), Passagierschiff des Norddeutschen Lloyd
- J.G. Fichte (1981), Fracht- und Schulschiff der Deutschen Seereederei
- Cap San Nicolas und Cap San Lorenzo (1982), Schnellfrachter der Reederei Hamburg Süd
- Asia, Passagierschiff der Reederei Lloyd Triestino (1985)
- Michelangelo (1991), Passagierschiff der Reederei Italian Line
- Canberra (1997), Passagierschiff der Reederei P & O
- Rügen (2005), Fährschiff der Reederei Scandlines
- Celestyal Experience (2021), Kreuzfahrtschiff der Reederei Celestyal Cruises
- Fuji Maru (2022), Kreuzfahrtschiff der Reederei Nippon Charter Cruise
- Oriental Dragon (2022), Kreuzfahrtschiff der Reederei Metropolis Cruise
- Century Harmony (2022), Kreuzfahrtschiff der Reederei Century Harmony Cruise Line
- Salamis Filoxenia (2022), Kreuzfahrtschiff der Reederei Salamis Cruise Lines